# L’Alqueria d’Asnar
L'Alqueria d'Asnar – gmina w Hiszpanii, w prowincji Alicante, we wspólnocie autonomicznej Walencja, o powierzchni 1,08 km². W 2011 roku liczyła 515 mieszkańców.